# Вольниця-Нехміровська
Вольниця-Нехміровська (пол. Wolnica Niechmirowska) — село в Польщі, у гміні Буженін Серадзького повіту Лодзинського воєводства.
Населення — 155 осіб (2011).
У 1975-1998 роках село належало до Серадзького воєводства.

## Демографія
Демографічна структура станом на 31 березня 2011 року:
|          | Загалом | Допрацездатний вік | Працездатний вік | Постпрацездатний вік |
| -------- | ------- | ------------------ | ---------------- | -------------------- |
| Чоловіки | 78      | 13                 | 56               | 9                    |
| Жінки    | 77      | 17                 | 45               | 15                   |
| Разом    | 155     | 30                 | 101              | 24                   |